# Sandwichpaneel

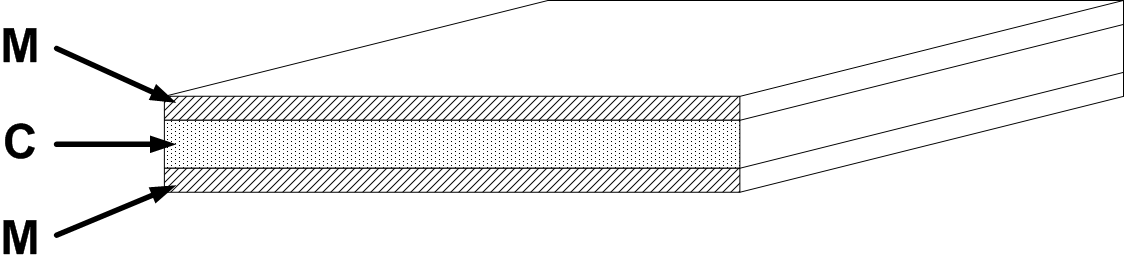
De opbouw van een sandwichpaneel (M is binnen- en buitenhuid, C de kern

Een sandwichpaneel of sandwichplaat is een samengesteld bouwmateriaal bestaande uit drie lagen: een binnen- en buitenhuid met daartussen een kern. Sandwichpanelen worden gebruikt om grote overspanningen te behalen en om gewicht te besparen.
Een sandwichpaneel is feitelijk een composiet en wordt veel in de bouw gebruikt voor het bekleden van gevels en daken. In dat geval bestaat de kern veelal uit een thermisch isolerend materiaal, waarmee het sandwichpaneel zowel een constructieve als bouwfysische eigenschap heeft.

## Toepassingen

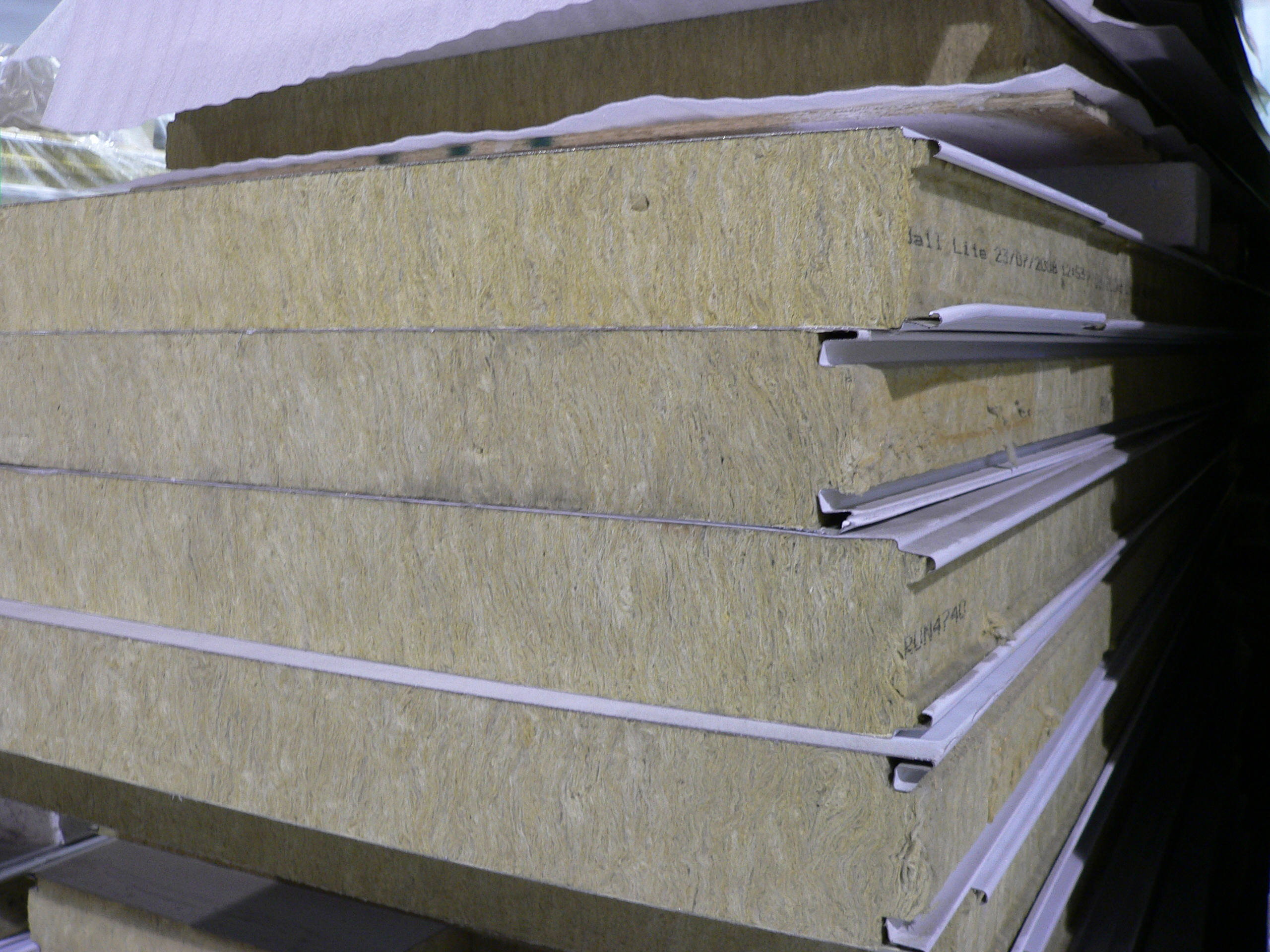
Brandwerende panelen van staalplaat met een kern van steenwol.

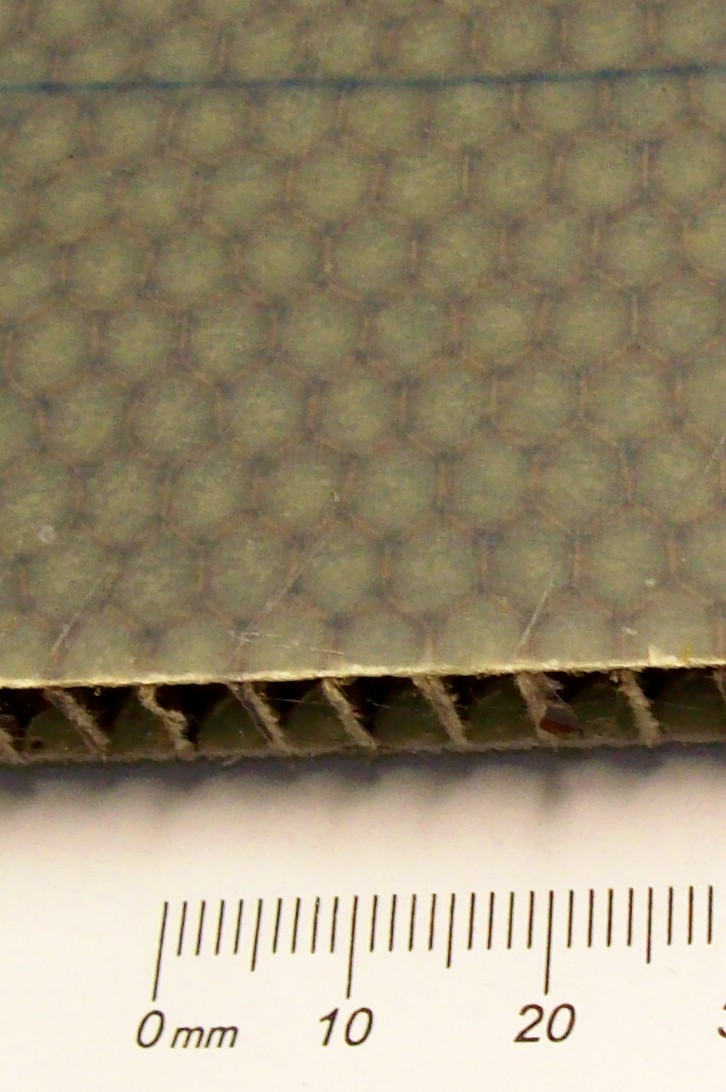
Honingraat-sandwichmateriaal voor gebruik in de luchtvaart

In de bouw worden thermische sandwichpanelen met isolerende kern op zeer grote schaal toegepast voor het omkleden van bijvoorbeeld bedrijfshallen of stallen. De binnen- en buitenhuid zijn meestal dun gewalst plaatstaal (blik) en verzorgen de constructieve stevigheid van het sandwichpaneel. Als isolerende kern zijn er vele mogelijkheden zoals EPS, PUR, PIR of steenwol. Het type kernmateriaal is afhankelijk van de gestelde eisen aan het sandwichpaneel. Zo is EPS relatief goedkoop, heeft PIR een hoge isolatiewaarde en is steenwol brandbestendig. De buitenplaat is meestal voorzien van een beschermende coating, al dan niet in een kleur.
Ook in de woningbouw worden sandwichpanelen op grote schaal toegepast, voor bijvoorbeeld hellende daken. Het paneel is dan voorzien van een houten binnen- en buitenplaat met als kern een drukvaste isolatie zoals PIR of EPS. Tegenwoordig zijn deze panelen al vanaf de fabriek voorzien van een brandwerende binnenplaat en voorbereidende voorzieningen op de buitenplaat voor het (op de bouw) aanbrengen van de dakbekledingen. Dergelijke elementen worden geproduceerd door bijvoorbeeld Kingspan Unidek en SIP.
Sandwichpanelen kunnen ook uitsluitend een esthetische functie hebben, een voorbeeld hiervan is aluminium composiet. Hierbij bestaat de binnen- en buitenhuid uit een dunne plaat aluminium en de kern uit een kunststof. Het geheel is vervolgens met elkaar verlijmd en vormt zo een paneel. Het grote voordeel is dat aluminium composiet vele malen lichter is dan bijvoorbeeld een massieve aluminium plaat van dezelfde dikte. Van dit type bestaan tegenwoordig ook zogenaamde honingraatpanelen, waarbij de kern voorzien is van een honingraatstructuur om nog meer gewicht te besparen.

## Berekeningen
Om constructies met sandwichpanelen te berekenen zijn er door het Staalbouwkundig Genootschap (SG) regels opgesteld. Bij de sterkte en stijfheid van de panelen speelt ook het materiaal in de kern een rol. De mechanische eigenschappen van het kernmateriaal zijn vaak niet bekend (of op te zoeken) en moeten bij de fabrikant worden opgevraagd of middels proeven worden vastgesteld. Ook is het van belang of de binnen en buitenhuid zijn voorzien van profilering. Ten opzichte van "normale" constructies verdienen de bevestigingen van sandwichpanelen ook extra aandacht. De binnen en buitenhuid zijn dun en daardoor is het sandwichpaneel extra gevoelig voor:
- "over de kop trekken" van schroeven en/of bouten.
- Delaminatie (huid laat los van kernmateriaal).
- Afpellen van de huid.
- Vervormingen ter plaatse van oplegging.